# Anabasis articulata
Espèce
Classification phylogénétique
Anabasis articulata est une espèce de plante du genre Anabasis et de la famille des amaranthacées. Elle est répandue en Algérie où elle appréciée en médecine traditionnelle comme antidiabétique et comme anti-inflammatoire.